# ヴィクター・オシムヘン
- ヴィクター・オシムヘン
- ヴィクター・オシメーン
- ヴィクター・オシメン
- ヴィクトル・オシムヘン
- ヴィクトル・オシメーン

ヴィクター・オシムヘン（Victor Osimhen, 1998年12月29日 - ）は、ナイジェリア・ラゴス出身のプロサッカー選手。スュペル・リグ・ガラタサライSK所属。ナイジェリア代表。ポジションはフォワード。

## 経歴

### クラブ

#### ヴォルフスブルク
2017年1月5日、ドイツのヴォルフスブルクに3年半契約で加入。後述の国際大会での活躍から、アーセナルなど多くのビッグクラブからも声がかかっていたが、出場機会など、自分がより成長できる環境を重視してヴォルフスブルクとの契約に至った。加入からしばらくは怪我のため欠場していたが、5月13日、ボルシアMG戦でブンデスリーガ初出場。
2018年8月23日、ベルギーのシャルルロワにローン移籍。2018-19シーズン終了後、買い取りオプションが行使され、完全移籍となった。

#### リール
2019年8月1日、フランスのリールに5年契約で移籍。9月のリーグ・アン月間最優秀選手に選出され、シーズン終了後にはクラブの最優秀選手にも選出された。

#### ナポリ
2020年7月31日、イタリアのナポリに移籍。5年契約で、移籍金は7,000万ユーロと報じられている。10月17日、リーグ第4節のアタランタ戦でセリエA初得点を挙げた。2020-21シーズン、2021-22シーズンと2期連続リーグ戦2桁ゴールを挙げた。
2022-23シーズン、新加入のフヴィチャ・クヴァラツヘリアと共にゴールを量産し、ナポリは序盤からリーグ首位を快走した。12節のサッスオーロ戦ではハットトリックを達成。チャンピオンズリーグ、グループステージのアヤックス戦でチャンピオンズリーグ初ゴールを挙げると、決勝トーナメントのフランクフルトとの第1戦で1得点、第2戦で2得点を決めて2試合合計5-0で勝利し、チーム史上初の同大会ベスト8入りに導いた。準々決勝のミラン戦の第1戦を負傷により欠場したが第2戦で先発に復帰し、後半アディショナルタイムに同点ゴールを挙げるも、ナポリは2試合合計1-2で敗退してチーム史上初となる準決勝進出を逃した。第33節のウディネーゼ戦でリーグ戦でのシーズン22得点目となる同点ゴールを挙げて引き分け、ナポリは33年ぶり3度目のセリエA優勝を果たした。オシムヘンのゴールは、ジョージ・ウェアが持つアフリカ人選手のセリエA最多得点記録に並ぶ46得点目となった。オシムヘンは、オバフェミ・マルティンス、ビクトル・オビンナに続き、セリエAで優勝した3人目のナイジェリア人となった。続く第34節のフィオレンティーナ戦でもゴールを挙げ、ウェアの記録を更新。最終的に26ゴールを挙げ、得点王のタイトルを手にした。
こうした2022-23シーズンの活躍から、2023年12月4日にはセリエAシーズン最優秀選手に選出された。また同月11日には、ナイジェリア人としては1999年のヌワンコ・カヌ以来となるアフリカ年間最優秀選手賞を受賞した。

#### ガラタサライ
2024年9月4日、トルコのガラタサライに1シーズンローンで加入した。トルコでも得点を量産し、リーグ、カップの2冠達成に貢献。スュペル・リグ得点王のタイトルも手にした。
2025年7月31日、ガラタサライに完全移籍して4年契約を締結したことが発表された。この移籍でガラタサライからナポリには移籍金7500万ユーロが支払われるほか、将来ガラタサライから他のクラブに移籍する場合には移籍金の10%がナポリに支払われることになっている。また、ガラタサライから選手には1500万ユーロの年俸に加えてシーズン毎に100万ユーロのボーナスと500万ユーロの肖像権料が支払われる。

### 代表
U-17ナイジェリア代表として、2015 FIFA U-17ワールドカップに出場し、大会最多得点記録を更新する10得点を挙げて大会得点王となった。
2017年6月10日、オシムヘンはアフリカネイションズカップ予選の南アフリカ戦でA代表初出場。所属するヴォルフスブルクで活躍できなかったオシムヘンは、2018 FIFAワールドカップのナイジェリア代表メンバーには召集されなかった。2019年9月10日、ウクライナとの親善試合で代表初ゴールを挙げた。
2022 FIFAワールドカップ・アフリカ2次予選では4ゴールを決めた。3次予選では、2022年3月に本大会出場権を賭けてホーム＆アウェー形式でガーナと対戦し、オシムヘンは2試合とも先発出場したがノーゴールに終わり、2試合合計1-1でアウェイゴールの差によりナイジェリア代表は本大会出場を逃した。

## 私生活
オシムヘンは1998年12月29日、ナイジェリア・ラゴス州オルソソン地区に6人兄弟の末っ子として生まれる。幼少期に母を失い、その後父親も職を失ったため、貧困の中で育った。
幼少期には家族を支えるためラゴスの交通量の多い通りで水の小袋を売るなどして生計を助けていた。母と姉妹が袋を頭に載せて売る中、幼いオシムヘンも背負われながら付き添ったというエピソードが伝えられている。
プロとして成功した後、家族の生活を向上させることができたと彼は述べており、「兄弟と姉妹が新聞や果物を売っていた日々から家族を救えた」と語っている。
慈善的な一面もあり、ナイジェリア・ラゴスで水を売る女性を見かけ、SNSで彼女を見つけ出して支援を約束したというエピソードがある。
プライベートな関係者とのトラブルとして、幼なじみへ送金をした際に感謝されず、相手から「週100万ユーロ稼いでいる」など誤った期待を押しつけられた経験を自身がSNS上で語っており、感謝の重要性について訴えている。
家族とのつながりも深く、2025年5月にガラタサライの試合中、自身のゴール直後に愛娘ハイリーと一緒に喜びを分かち合う姿が目撃され、メディアでも話題となった。
オシムヘンはクリスチャン信仰を公言しており、サディオ・マネのようにアフリカの障がい者支援や社会への貢献を目指す姿勢も語っている。2022年10月に第一子である娘ハイリー・トゥルーが誕生している。

## 個人成績

### クラブ
| 国内大会個人成績 | 国内大会個人成績 | 国内大会個人成績 | 国内大会個人成績 | 国内大会個人成績 | 国内大会個人成績 | 国内大会個人成績 | 国内大会個人成績 | 国内大会個人成績 | 国内大会個人成績 | 国内大会個人成績 | 国内大会個人成績 |
| 年度             | クラブ           | 背番号           | リーグ           | リーグ戦         | リーグ戦         | リーグ杯         | リーグ杯         | オープン杯       | オープン杯       | 期間通算         | 期間通算         |
| 年度             | クラブ           | 背番号           | リーグ           | 出場             | 得点             | 出場             | 得点             | 出場             | 得点             | 出場             | 得点             |
| ドイツ           | ドイツ           | ドイツ           | ドイツ           | リーグ戦         | リーグ戦         | リーグ杯         | リーグ杯         | DFBポカール      | DFBポカール      | 期間通算         | 期間通算         |
| ---------------- | ---------------- | ---------------- | ---------------- | ---------------- | ---------------- | ---------------- | ---------------- | ---------------- | ---------------- | ---------------- | ---------------- |
| 2016-17          | ヴォルフスブルク | 18               | ブンデスリーガ   | 2                | 0                | -                | -                | 0                | 0                | 2                | 0                |
| 2017-18          | ヴォルフスブルク | 18               | ブンデスリーガ   | 12               | 0                | -                | -                | 1                | 0                | 13               | 0                |
| ベルギー         | ベルギー         | ベルギー         | ベルギー         | リーグ戦         | リーグ戦         | リーグ杯         | リーグ杯         | ベルギー杯       | ベルギー杯       | 期間通算         | 期間通算         |
| 2018-19          | シャルルロワ     | 45               | ファーストA      | 25               | 12               | -                | -                | 2                | 1                | 27               | 13               |
| フランス         | フランス         | フランス         | フランス         | リーグ戦         | リーグ戦         | F・リーグ杯      | F・リーグ杯      | フランス杯       | フランス杯       | 期間通算         | 期間通算         |
| 2019-20          | リール           | 7                | リーグ・アン     | 27               | 13               | 3                | 2                | 3                | 1                | 33               | 16               |
| イタリア         | イタリア         | イタリア         | イタリア         | リーグ戦         | リーグ戦         | イタリア杯       | イタリア杯       | オープン杯       | オープン杯       | 期間通算         | 期間通算         |
| 2020-21          | ナポリ           | 9                | セリエA          | 24               | 10               | 3                | 0                | -                | -                | 27               | 10               |
| 2021-22          | ナポリ           | 9                | セリエA          | 27               | 14               | 0                | 0                | -                | -                | 27               | 14               |
| 2022-23          | ナポリ           | 9                | セリエA          | 32               | 26               | 1                | 0                | -                | -                | 33               | 26               |
| 2023-24          | ナポリ           | 9                | セリエA          | 25               | 15               | 1                | 0                | -                | -                | 26               | 15               |
| トルコ           | トルコ           | トルコ           | トルコ           | リーグ戦         | リーグ戦         | トルコ杯         | トルコ杯         | オープン杯       | オープン杯       | 期間通算         | 期間通算         |
| 2024-25          | ガラタサライ     | 45               | スュペル・リグ   | 30               | 26               | 4                | 5                | -                | -                | 34               | 31               |
| 通算             | ドイツ           | ドイツ           | ブンデスリーガ   | 14               | 0                | -                | -                | 1                | 0                | 15               | 0                |
| 通算             | ベルギー         | ベルギー         | ファーストA      | 25               | 12               | -                | -                | 2                | 1                | 27               | 13               |
| 通算             | フランス         | フランス         | リーグ・アン     | 27               | 13               | 3                | 2                | 3                | 1                | 33               | 16               |
| 通算             | イタリア         | イタリア         | セリエA          | 108              | 65               | 5                | 0                | -                | -                | 113              | 65               |
| 通算             | トルコ           | トルコ           | スュペル・リグ   | 30               | 26               | 4                | 5                | -                | -                | 34               | 31               |
| 総通算           | 総通算           | 総通算           | 総通算           | 204              | 116              | 12               | 7                | 6                | 2                | 222              | 125              |

### 代表
| ナイジェリア代表 | 国際Aマッチ | 国際Aマッチ |
| 年               | 出場        | 得点        |
| ---------------- | ----------- | ----------- |
| 2017             | 1           | 0           |
| 2018             | 1           | 0           |
| 2019             | 7           | 4           |
| 2020             | 1           | 1           |
| 2021             | 8           | 5           |
| 2022             | 4           | 5           |
| 2023             | 5           | 5           |
| 2024             | 11          | 3           |
| 2025             | 2           | 3           |
| 通算             | 40          | 26          |

## タイトル

### クラブ
ナポリ
- セリエA（2022-23）[18]

ガラタサライ
- スュペル・リグ（2024-25）[22]
- テュルキエ・クパス（2024-25）[22]

### 代表
U-17ナイジェリア代表
- FIFA U-17ワールドカップ（2015）[2][24]

### 個人
- アフリカ U-17ネイションズカップ 得点王（2015）[31]
- FIFA U-17ワールドカップ 得点王（2015）[24]
- リール シーズン最優秀選手（2019-20）[9]
- セリエA 最優秀シーズン最優秀若手選手（2021-22）
- セリエA 月間最優秀選手（2022年3月, 2023年1月）
- セリエA 月間最優秀ゴール（2023年1月）
- セリエA 得点王（2022-23）[18]
- セリエA シーズン最優秀選手（2022-23）[19]
- セリエA シーズンベストイレヴン（2022-23）[19]
- アフリカ年間最優秀選手賞（2023）[20]
- スュペル・リグ 得点王（2024-25）[22]